# Merisor (Cserbel község)
Merisor, román nyelven Merișoru de Munte, falu Romániában, Hunyad megyében, Cserbel községben.

## Fekvése
Dévától délnyugatra fekvő település.

## Története
Merisor nevét 1491-ben említette először oklevél p. Merisor, p. Merysor néven, mint Déva vára tartozékát.
A trianoni békeszerződés előtt Hunyad vármegye Dévai járásához tartozott.
1910-ben 183 görögkeleti ortodox román lakosa volt.